# Dom zu Szeged

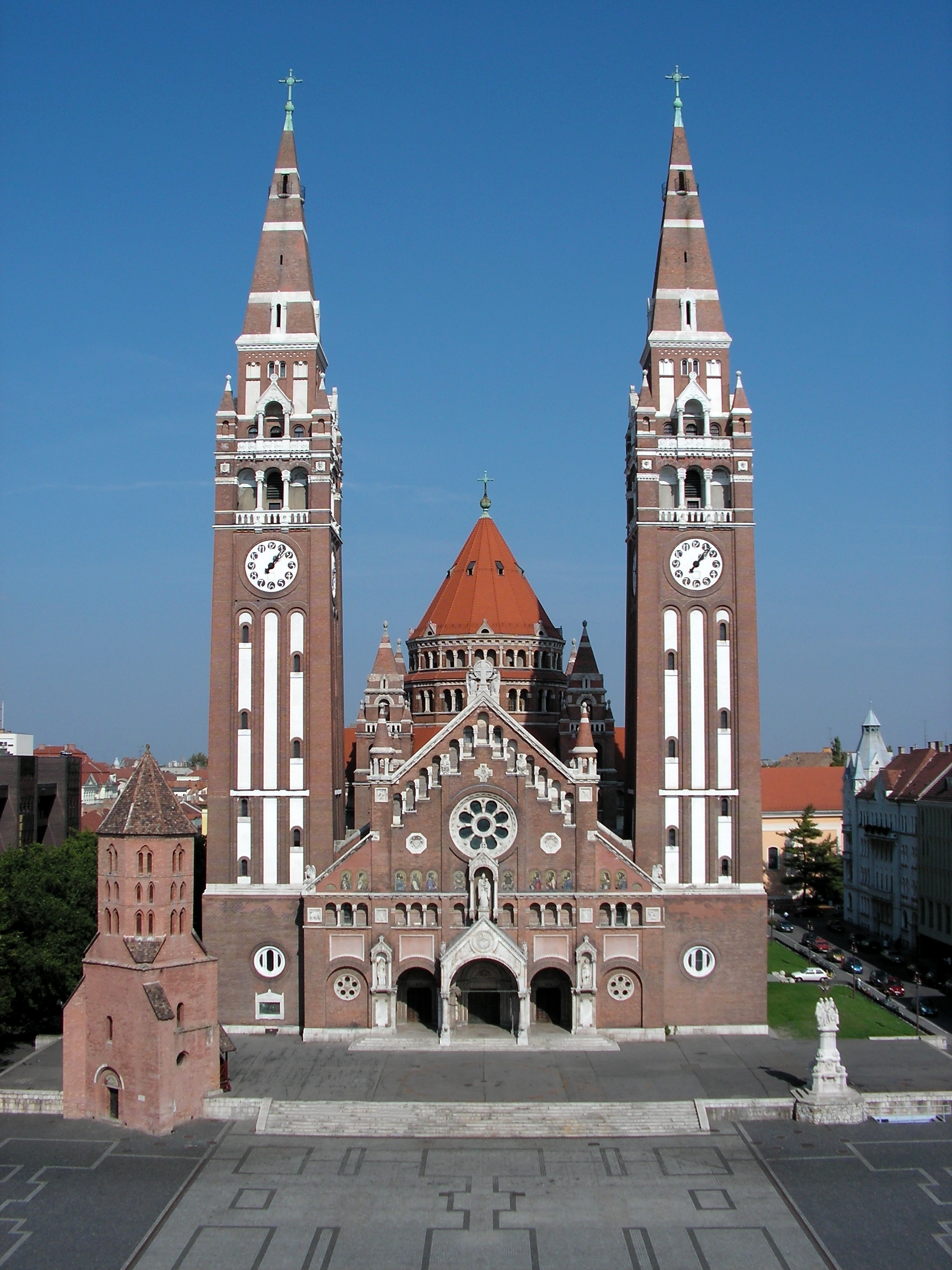
Außenansicht

Der Dom Unserer Lieben Frau von Ungarn zu Szeged (ungarisch Magyarok Nagyasszonya-székesegyház), kurz der Segediner Dom (Szegedi Dóm), in der ungarischen Stadt Szeged (deutsch Segedin) ist die Bischofskirche des römisch-katholischen Bistums Szeged-Csanád und die drittgrößte Kirche des Landes. Sie wurde ab 1913 als Votivkirche (Fogadalmi templom) erbaut, in den 1920er Jahren zur Kathedrale erhoben und 1930 vollendet. Mit einem Fassungsvermögen von etwa 5000 Personen gehört sie zu den größten Kirchen Ungarns.

## Geschichte

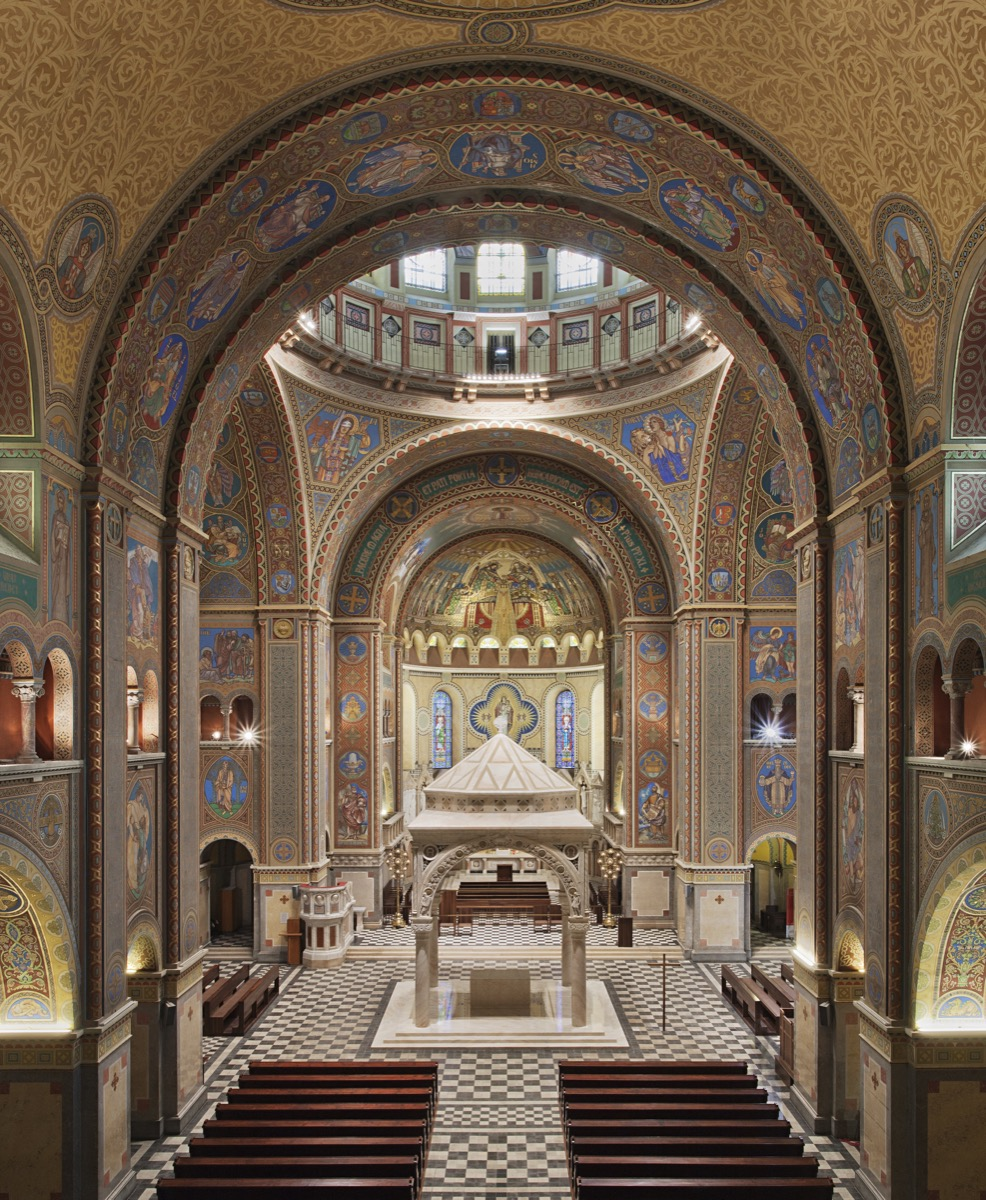
Innenansicht

Seit jeher war Szeged Überflutungsgebiet der Theiß. 1879 ereignete sich eine der größten Überschwemmungen in der Stadtgeschichte, bei der 90 % der Häuser zerstört wurden. Um Gott gnädig zu stimmen, beschloss der Stadtrat eine große Kirche zu erbauen. Ein geeignetes Grundstück für dieses Vorhaben zu finden erwies sich als schwierig, weshalb sich der Beginn der Bauarbeiten bis 1913 hinzog. Erst 1930 konnten die Konstruktionsarbeiten beendet werden. Gründe für die lange Bauzeit waren der Ausbruch des Ersten Weltkriegs sowie die wirtschaftliche Rezession der 1920er Jahre. Der Entwurf stammt von Frigyes Schulek und Ernő Förk. Nach dem Ersten Weltkrieg und damit verbundenen Gebietsabtretungen auf Grund des Vertrags von Trianon wurde Szeged zum Bischofssitz der bei Ungarn verbliebenen Teile des Bistums Csanád, dessen Bischofssitz sich im heute rumänischen Timișoara befand. Die Kathedrale trägt das Patrozinium „Unserer Lieben Frau von Ungarn“.

## Architektur
Die 81 Meter lange und 51 Meter breite Kirche entstand auf dem Kathedralplatz, der sich in Form und Größe (12.000 Quadratmeter) an den Markusplatz in Venedig orientiert. Sie ist eine neuromanische Backstein-Basilika auf Kreuzgrundriss. Die Vierung krönt eine weitgespannte Kuppel. Die Höhe der Kuppel beträgt außen 54 Meter, innen 33 Meter. Sie hat die Form eines Zeltdachs und wird von einer umlaufenden Säulengalerie geziert. Die Westfassade flankieren zwei hohe Glockentürme. Die Höhe der beiden Fassadentürme beträgt 91 Meter. Die Zifferblätter der Turmuhr zählen mit einem Durchmesser von 4,3 Metern zu den größten Ungarns.
Der gesamte Innenraum zeigt deutlichen Einfluss des Jugendstils, der in Szeged besonders verbreitet ist. Zahlreiche Reliefs, Statuen und Mosaike zieren den gesamten Innenraum der Kirche und zeigen unter anderem die große Flut. Besonders bemerkenswert ist die Darstellung Marias mit ungarischer Tracht und Schuhen an der Kirchendecke. Ein weiteres bedeutendes Ausstattungsstück ist eine Statue, die Jesus am Kreuz darstellt. Über dem Hauptaltar erhebt sich ein weißes Marmorziborium. Die von der Firma Angster stammende Orgel ist mit ihren 9040 Pfeifen und 127 Registern auf fünf Manualen und Pedal die drittgrößte Orgel Ungarns. In der Krypta werden für das Bistum bedeutende Persönlichkeiten bestattet.

## Glocken
Die Kathedrale verfügt über ein fünfstimmiges Geläut, welches auf einem Moll-Quart-Sextakkord basiert. Die große Glocke ist mit einem Gewicht von 8537 kg die größte Glocke Ungarns sowie die größte Glocke, die jemals von der Glockengießerei Rincker gegossen wurde.
| Nr. | Name                                     | Gießer                          | Gussjahr | Durchmesser | Gewicht | Schlagton | Turm     |
| --- | ---------------------------------------- | ------------------------------- | -------- | ----------- | ------- | --------- | -------- |
| 1   | St. Gerhard/Landesheldenglocke           | Friedrich Wilhelm Rincker, Sinn | 1927     | 2452 mm     | 8537 kg | f°        | Ostturm  |
| 2   | St. Emmerich/Bischofsglocke              | Friedrich Wilhelm Rincker, Sinn | 1927     | 1652 mm     | 2669 kg | c′        | Westturm |
| 3   | Glocke zu Unserer Lieben Frau von Ungarn | Lajos Gombos, Őrbottyán         | 1996     | 1200 mm     | 1020 kg | f′        | Westturm |
| 4   | Theresienglocke                          | Rudolf Perner, Passau           | 2003     | 980 mm      | 580 kg  | as′       | Westturm |
| 5   | Seelenglocke                             | August Rincker, Sinn            | 1921     | 740 mm      | 250 kg  | c″        | Westturm |

## Nachweise
1. ↑  Szeged-Belvárosi Római Katolikus Plébánia
2. ↑  Szeged (H) - Fogadalmi templom harangjai. Abgerufen am 12. April 2024 (deutsch).

Koordinaten: 46° 14′ 56,4″ N, 20° 8′ 57,1″ O